# Protoreodon
Il protoreodonte (gen. Protoreodon) è un mammifero artiodattilo estinto, appartenente agli oreodonti. Visse tra l'Eocene medio e l'Eocene superiore (circa 43 - 34 milioni di anni fa) e i suoi resti fossili sono stati ritrovati in Nordamerica.

## Descrizione
Questo animale, dotato di una corporatura snella e piuttosto leggera, poteva raggiungere le dimensioni di un cane di media taglia. Era un animale poco specializzato, dotato di arti più lunghi e snelli rispetto a quelli della maggior parte degli oreodonti, e la coda era molto lunga.
Il cranio, lungo e basso, era dotato di un muso relativamente corto. La dentatura era completa, priva di diastema, con un primo premolare inferiore a forma di canino.  I molari superiori erano più primitivi di quelli di Merycoidodon, e possedevano tubercoli esterni muniti di coste labiali visibilmente derivati da un cono, come quelli di Agriochoerus. Inoltre, fatto eccezionale tra gli oreodonti, esisteva ancora un protoconulo sui molari. Le orbite erano posizionate a circa metà del cranio; non erano presenti fosse preorbitali. 
Le zampe anteriori erano a cinque dita, e probabilmente anche quelle posteriori. Le falangi distali erano più compresse lateralmente di quelle di Merycoidodon, e preannunciano le falangi ungueali di Agriochoerus a forma di artigli. 

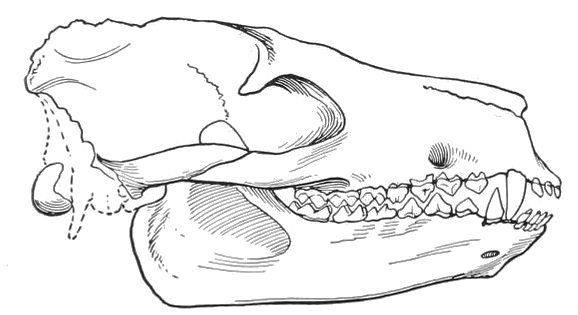
Cranio di Protoreodon parvus

## Classificazione
Il genere Protoreodon venne descritto per la prima volta da Scott e Osborn nel 1887; la specie tipo, Protoreodon parvus, è nota in terreni risalenti all'Eocene medio e i suoi resti fossili sono stati ritrovati in Utah, Wyoming, Texas e California. A questo genere sono state attribuite altre specie, come P. minor, P. pacificus, P. pearcei, P. petersoni, P. pumilus, P. transmontanus, P. walshi, tutte rinvenute negli Stati Uniti centrali e occidentali, ma anche in Messico e in Canada. 

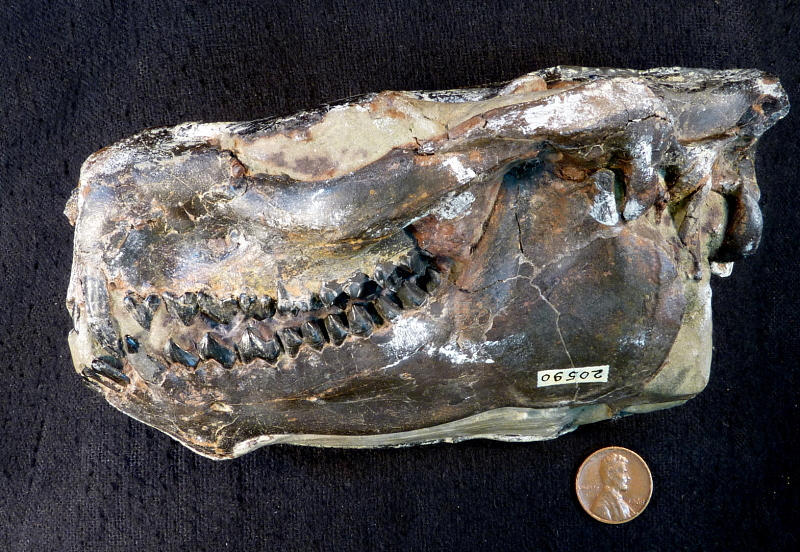
Cranio di Protoreodon pumilus

Protoreodon è un genere importante, poiché rappresenta una forma basale tra gli oreodonti, il grande gruppo di artiodattili che nel corso dell'Oligocene e del Miocene si diversificarono andando a occupare numerose nicchie ecologiche nelle pianure nordamericane. Alcune caratteristiche della dentatura di Protoreodon indicano che la tetraselenodontia degli oreodonti venne acquisita secondariamente, e che i più antichi membri degli oreodonti avevano caratteristiche simili ai bunoselenodonti. Protoreodon, in ogni caso, sembra vicino all'origine di Agriochoerus, e per questo motivo è posto nella famiglia Agriochoeridae.

## Paleoecologia
Protoreodon era probabilmente un animale che viveva in branchi e si cibava di foglie tenere.